# Miss Pettigrew
Miss Pettigrew (Miss Pettigrew Lives for a Day) è un film del 2008 diretto da Bharat Nalluri.
La sceneggiatura di David Magee e Simon Beaufoy è basata sul romanzo Un giorno di gloria per Miss Pettigrew di Winifred Watson del 1938.
In Italia il film è stato distribuito direttamente per il mercato home video con il titolo Miss Pettigrew, e successivamente trasmesso in televisione con il titolo Un giorno di gloria per Miss Pettigrew.

## Trama
A Londra, appena prima della Seconda guerra mondiale, la governante Guinevere Pettigrew, donna di mezza età e figlia integerrima di un vicario, viene licenziata dal suo quarto lavoro. Quando la dipendente dell'agenzia di collocamento, Miss Holt, le dice di non volerla aiutare, Miss Pettigrew lascia l'ufficio con una proposta di lavoro destinata ad una sua collega, inconsapevole del fatto che la esuberante cantante/attrice statunitense Delysia Lafosse vuole più una segretaria particolare piuttosto che una tata.
Arrivando nel lussuoso appartamento dove si trova Delysia, Miss Pettigrew scopre velocemente che la giovane donna è innamorata di tre uomini - lo squattrinato e innamorato pianista Michael Pardue, appena uscito di prigione; il facoltoso e potente Nick Caldarelli, che gestisce il locale dove Delysia canta; il giovane impresario teatrale Phil Goldman, che può inserirla nel cast nel ruolo principale in un'opera teatrale nel West End. Mentre cerca di aiutare Delysia a divincolarsi tra i suoi amori, Miss Pettigrew viene travolta dal mondo dell'alta società. Messa a nuovo dalla sua datrice di lavoro, ad una sfilata di moda, tenuta da Edythe Dubarry, incontra e viene attratta da Joe Blomfield, disegnatore di lingerie, il quale ha una relazione tempestosa con Edythe.
Nel corso di ventiquattro ore, Guinevere e Delysia diventano molto amiche e si aiutano l'un l'altra a raggiungere i loro obiettivi d'amore. Dopo una serie di complicazioni tipiche delle commedie anni '30 e '40, Delysia e Michael salpano per New York sulla nave Queen Mary e Miss Pettigrew viene trovata alla Stazione Victoria da Joe, che, convinto che sia la donna giusta per lui, l'ha cercata per tutta la notte. I due lasciano la stazione insieme, abbracciati.

## Produzione
In Miss Pettigrew's Long Trip to Hollywood (Il lungo viaggio di Miss Pettigrew verso Hollywood), un contenuto speciale della versione DVD del film, Keith Pickering, il figlio dell'autrice del romanzo da cui è tratto il film, rivela che sua madre all'inizio ha venduto i diritti per il film alla Universal Pictures nel 1939.
Negli anni successivi gli studio lo hanno sviluppato come musical, con interprete Billie Burke nel ruolo principale, ma - appena prima di iniziare le riprese - il Giappone bombardò Pearl Harbor e il progetto slittò.
Nel 1954 la Universal rinnovò i diritti, ma tutto rimase fermo. Quando il produttore Stephen Garrett ha scoperto il libro e ha proposto un adattamento alla Focus Features, è venuto a conoscenza del fatto che i diritti appartenevano ancora alla Universal la quale, essendo associata della Focus, gli ha permesso di procedere con il progetto.
I luoghi delle riprese includono il Theatre Royal a Covent Garden, il Whitehall Court a Westminster e Pimlico. Gli interni sono stati girati negli studi Ealing.

## Accoglienza

### Incassi
Nel primo weekend di debutto in Stati Uniti e Canada, il film ha guadagnato $2 490 942 su 535 cinema, posizionandosi 11-esimo al botteghino. Ha incassato $12 313 694 negli Stati Uniti e Canada e $4 411 239 negli altri Paesi, per un totale di $16 724 933 in tutto il mondo.

### Critica
La recensione cumulativa di Rotten Tomatoes riporta che il 78% dei critici ha dato al film delle recensioni positive, basate su 117 recensioni, e Metacritic ha riportato che il film ha avuto un punteggio medio di 63/100, basato su 26 recensioni.
Stephen Holden del The New York Times ha definito il film "un esempio di come una piccola storia può essere gonfiata in un piccolo film con un cast perfetto, un'abile manipolazione tonale e un astuto occhio e orecchio per il dettaglio". Ha apprezzato Amy Adams, dicendo che la "magia sullo schermo" che mostra "non aveva questa intensità dai giorni migliori di Jean Arthur", e ha notato che Frances McDormand ha raggiunto la sua "metamorfosi da un severo stoicismo a una seria solarità con impressionanti risvolti comici".
Sul San Francisco Chronicle, Ruthe Stein definisce il film "un eccellente adattamento", aggiungendo "spumeggiante e divertente in modo esuberante — in parte per le insinuazioni sessuali — è la migliore commedia romantica di quest'anno fino ad ora... Il regista Bharat Nalluri dà al film la patina di un film realizzato davvero negli anni trenta".
Todd McCarthy di Variety ha detto che "la performance di McDormand costruisce a poco a poco una solida integrità, che contrasta con la natura più libertina della Adams, che all'inizio accentua il costante ruolo di Delysia, ma poi sboccia in un gratificante ritratto di una donna con un passato dal quale vuole scappare. Hinds mette dei veri sentimenti nel suo lavoro".